# Basterdklaver
De basterdklaver of bastaardklaver (Trifolium hybridum L.) is een overblijvende plant die behoort tot de vlinderbloemenfamilie (Leguminosae of Fabaceae). In tegenstelling tot wat de soortnaam doet vermoeden, is basterdklaver geen kruising. De naamgever, taxonoom en botanicus Linnaeus, verkeerde in de foutieve veronderstelling dat de basterdklaver voortkomt uit een kruising tussen witte en rode klaver. Basterdklaver is echter geen hybride, maar een aparte soort met een eigen ecologische niche. De basterdklaver gedijt op vochtige tot natte, eventueel brakke, redelijk voedselrijke doch stikstofarme grond. Hij is te vinden tussen het gras, vooral op slecht gedraineerde bodem, en op braakliggende terreinen, waar hij zich gedraagt als pionier. 
De plant wordt 30-90 cm hoog en heeft een holle stengel. De plant vormt geen wortels op de stengel, als de stengel de grond raakt en verschilt hierin met witte klaver (Trifolium repens). De drietallige bladeren hebben omgekeerd-eironde, fijn getande deelblaadjes. De steunblaadjes zijn smal driehoekig.

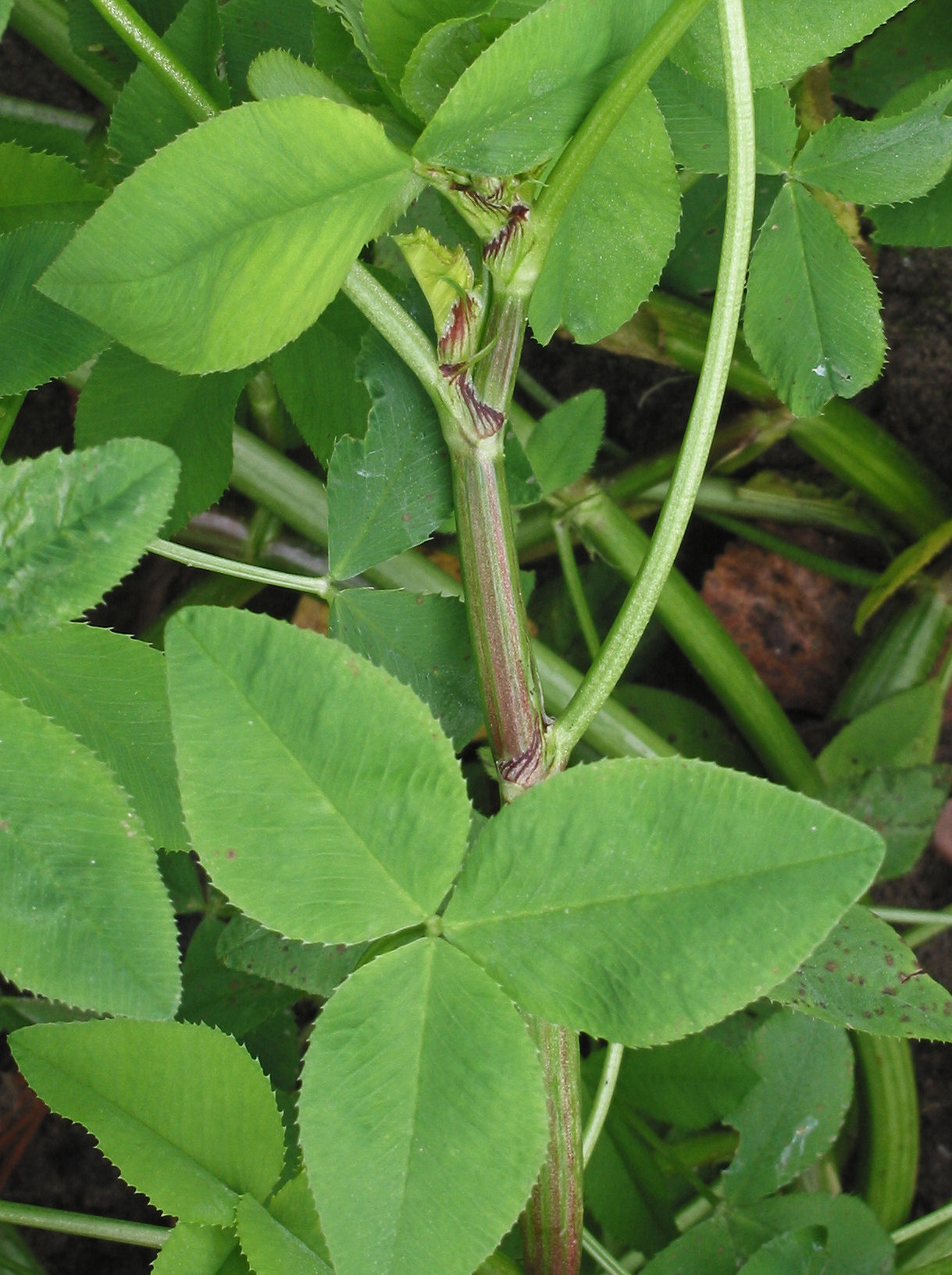
Steunblaadjes

De basterdklaver bloeit van mei tot september met witte, later naar roze verkleurende, 7 tot 9 mm lange, zoet geurende bloemen. Na de bloei zijn de bloemen oranjebruin. De kroonbladeren zijn langer dan de kelk. De kelk is kaal en heeft ongeveer gelijke kelktanden. De bloempjes vormen een gesteelde, 1,3-1,9 cm grote, hoofdjesachtige tros.
De vrucht is een eenzadige peul.
De plant heeft 2n = 16 chromosomen.

## Toepassingen
De bastaardklaver wordt gebruikt als voedergewas voor rundvee. De plant heeft echter een matige smaak. Inzaai met 8-15 kg zaaizaad per ha gebeurt in maart, waarna het twee keer per jaar gemaaid kan worden. Per jaar kan er 7500 kg droge stof per ha geoogst worden. Gemaaid wordt wanneer de plant bloeit. Het beste kan de bastaardklaver vers gevoederd worden, omdat het hooi door de bitterheid minder smakelijk is.
Basterdklaver is, onder sommige omstandigheden, toxisch voor paarden. De toxiciteit is waarschijnlijk indirect; de toxiciteit is geassocieerd met secundaire metabolieten van een schimmel, die groeit op basterdklaver onder vochtige omstandigheden. Vergiftigingsverschijnselen bij paarden komen inderdaad vooral voor bij begrazing van basterdklaver onder langdurig natte omstandigheden. Onder dergelijke omstandigheden worden overigens ook vergiftigingsverschijnselen bij paarden gerapporteerd bij consumptie van rode klaver.

## Namen in andere talen
- Duits: Schwedenklee, Bastardklee
- Engels: Alsike clover, Swedish clover
- Frans: Trèfle hybride
- Zweeds: Alsikeklöver

## Externe link

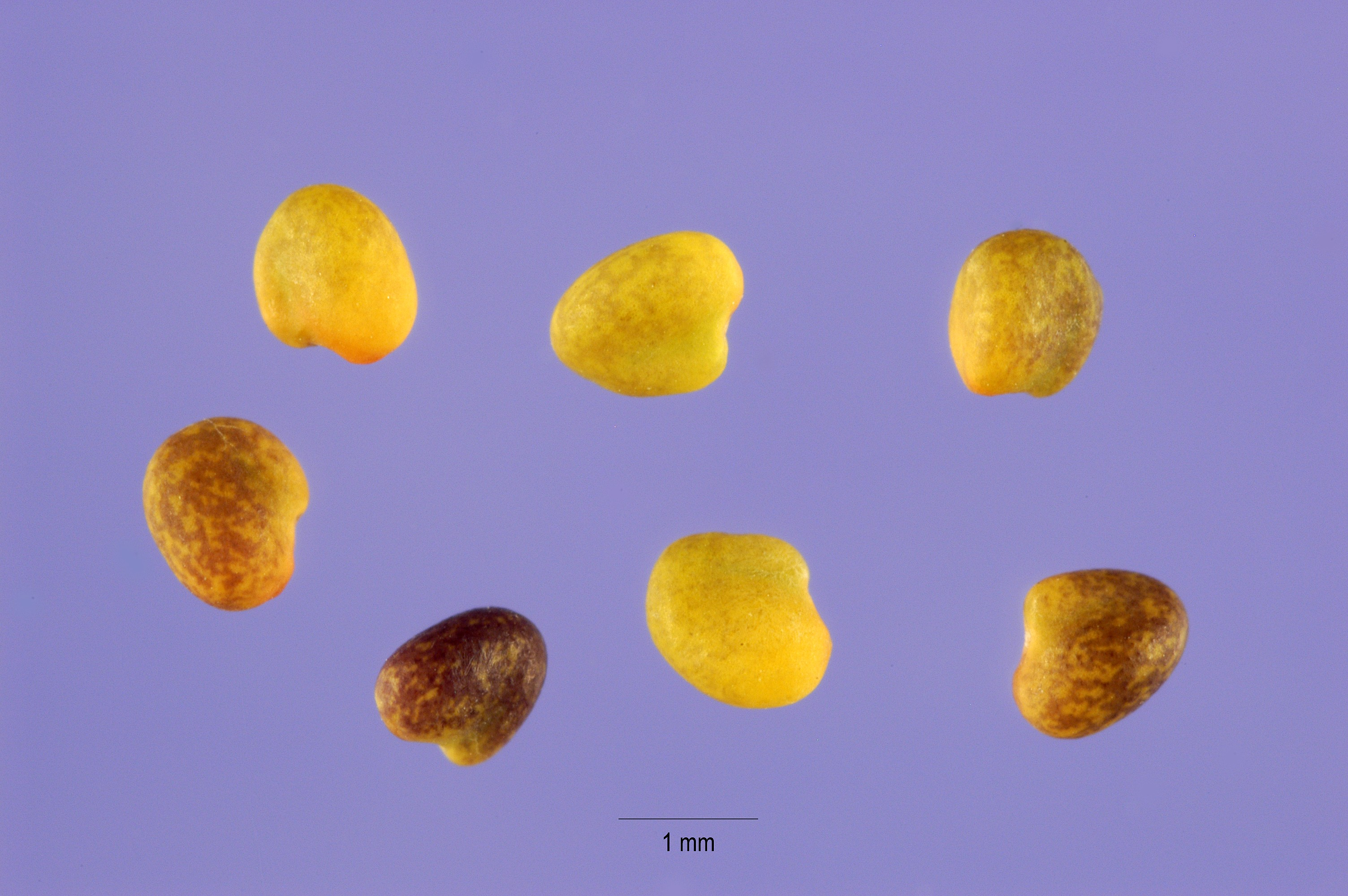
Zaden